# Cratere Henbury
Henbury  è un cratere sulla superficie di Marte.